# Cajetan Anton Notthafft von Weißenstein
Cajetan Anton Notthafft von Weißenstein (Marquartstein, 23 giugno 1670 – Berchtesgaden, 4 luglio 1752) fu principe-prevosto di Berchtesgaden.

## Biografia
Cajetan Anton Notthafft von Weißenstein nacque in seno ad una nobile famiglia di rango baronale di origini tedesche. In gioventù, arruolatosi nell'esercito, prese parte alla Guerra di successione spagnola contro gli imperiali. Tentando di fuggire in incognito nei Paesi Bassi, venne imprigionato a Monaco di Baviera e liberato su intervento del fratello. Da questo punto in poi Notthafft von Weißenstein diede inizio alla propria carriera ecclesiastica entrando nel monastero di Berchtesgaden, ove alcuni anni dopo venne eletto prevosto.
In tale carica promosse ulteriori modifiche costruttive alla Cappella di San Bartolomeo sull'omonima penisola del Königssee.
A distanza di breve tempo dall'ottenimento della carica di principe-prevosto, trovandosi di fatto a dover reggere le sorti di uno stato religioso, prese provvedimenti con un decreto datato 26 ottobre 1732 con il quale imponeva una tolleranza zero sulla presenza dei protestanti entro i confini del prevostato di Berchtesgaden. Tale decreto stabiliva che entro tre mesi dall'emanazione del decreto, tutte le persone di religione protestante dovessero abbandonare i confini dei suoi domini. Il decreto che non mancò indubbiamente di scatenare delle proteste locali, soprattutto per il fatto che vi era per ogni protestante la possibilità di rimanere entro i domini del prevostato pagando una tassa di 5 fiorini. Su circa 9 000 abitanti, circa 1100 dovettero abbandonare l'area del prevostato per effetto di questo decreto, spostandosi sovente nelle aree confinanti, con conseguente confisca dei loro possedimenti.

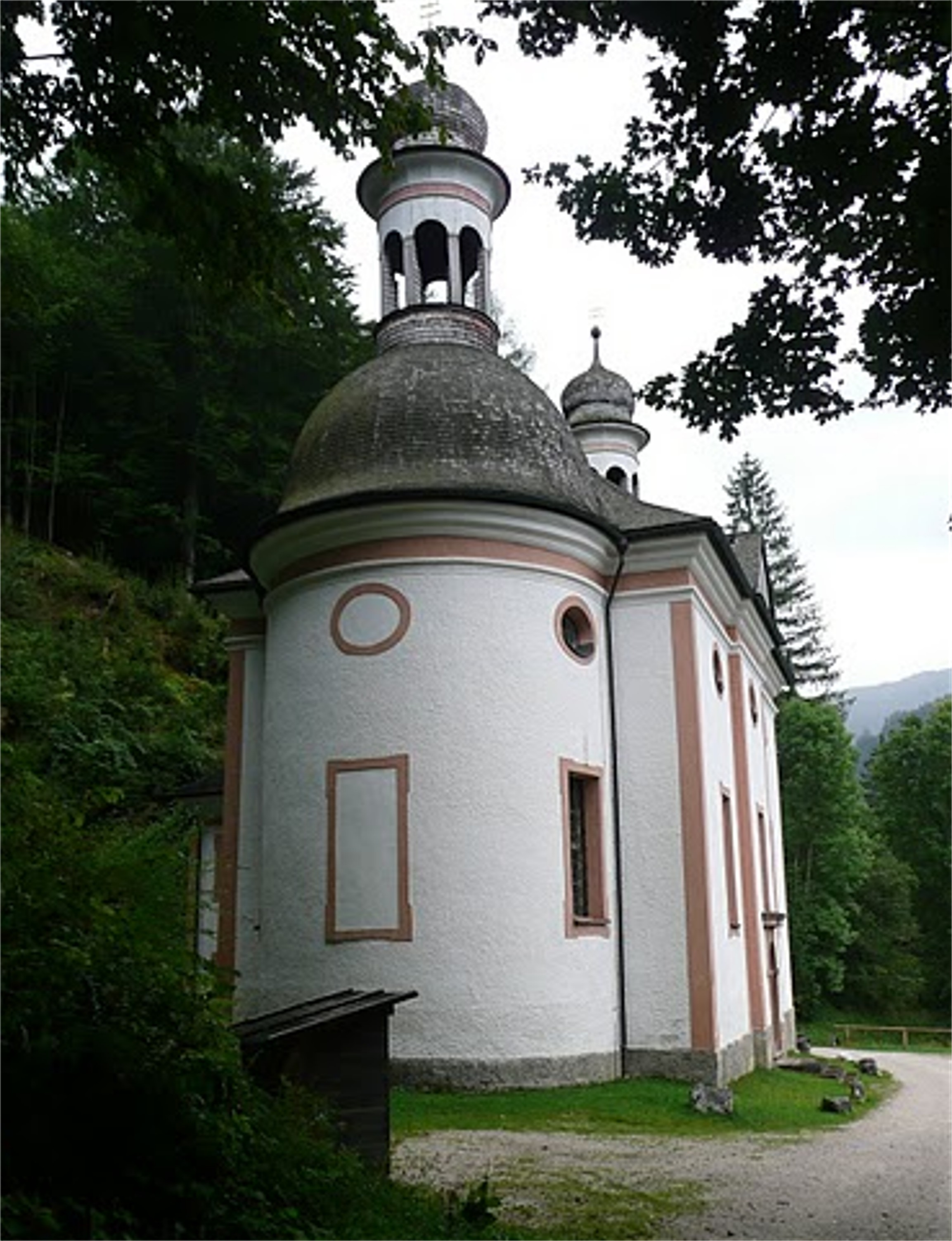
La chiesa di Maria Kunterweg a Ramsau, cappella votiva inaugurata da Cajetan Anton Notthafft von Weißenstein in occasione della cacciata dei protestanti dal suo prevostato

Nel 1733, Cajetan Anton Notthafft von Weißenstein inaugurò la chiesa di Maria Kunterweg a Ramsau, nota ancora oggi per lo splendido affresco barocco centrale nel quale è raffigurato l'esodo salvifico dei protestanti dal prevostato. Il cartiglio sotto l'immagine, infatti, recita in latino «Per intercessione della Vergine Immacolata e madre, venne scacciata da questa chiesa l'equivoco corruttore (1733)».
Purtroppo quest'emigrazione forzosa per motivi religiosi non ebbe il successo sperato in campo sociale ed economico: si allontanarono dal paese infatti molti agricoltori e artigiani che spinsero Notthafft a vietare ogni altra emigrazione dopo appena due anni dall'emissione del decreto. I protestanti rimasti all'interno del prevostato, quindi, chiesero il permesso di recarsi anche all'estero ma questo gli venne per tutta risposta rifiutato intenzionato Nothafft a risanare le mancanze interne allo stato, soprattutto nell'ambito della produzione del legname.
Notthafft Anton Cajetan di Weissenstein morì il 4 luglio 1752 e venne sepolto nella chiesa abbaziale di Berchtesgaden.